# VfL Ulm/Neu-Ulm
Der VfL Ulm/Neu-Ulm (vollständiger Name: Verein für Leibesübungen Ulm/Neu-Ulm e. V. seit 1905) ist ein Sportverein aus dem Ulmer Stadtteil Böfingen. Der Verein bietet insgesamt neun Sportarten an und hat über 1.600 Mitglieder. Die Frauenfußballmannschaft spielte von 1990 bis 1992 in der Bundesliga.

## Geschichte
Am 20. April 1905 wurde die „Freie Turnerschaft Ulm/Neu-Ulm“ gegründet. Nach dem Zweiten Weltkrieg kamen weitere Abteilungen dazu, wie z. B. Fußball, Schwimmen und Handball. Im April 1933 wurde der Verein vom NS-Regime verboten und aufgelöst. Nach dem Ende des Zweiten Weltkrieges wurde der Verein im Dezember 1945 neu gegründet. Der Name wurde jedoch in „Verein für Leibesübungen Ulm“ geändert. Mit Boxen und Tischtennis wurden zwei weitere neue Abteilungen gegründet. Da immer mehr Mitglieder aus Neu-Ulm kamen, wurde 1965 der Name der Stadt im Vereinsnamen aufgenommen.

## Fußball
Die Frauenfußballmannschaft gehörte 1990 zu den Gründungsmitgliedern der Bundesliga. In der ersten Saison belegte die Mannschaft den achten Platz der Südgruppe. Der 6:1-Sieg über den SC 07 Bad Neuenahr war der höchste Bundesligasieg der Vereinsgeschichte. Der achte Platz konnte auch in der Saison 1991/92 bestätigt werden. Im DFB-Pokal war 1991/92 in der 2. Runde Endstation. Jedoch wurde die Abteilung am Saisonende aufgelöst, wobei der Klub im Mai 2014 wieder mit Mädchenfußball startete.
Die Männermannschaft spielte zwischen 2001 und 2003 in der Bezirksliga. Heute spielt die Mannschaft nur noch in der Kreisliga B. Spielort ist das Sportzentrum Böfingen, welches 1978 mit einem Freundschaftsspiel gegen den TSV 1860 München eröffnet wurde.